# Gäddtjärnen (Dorotea socken, Lappland, 715455-149711)
Gäddtjärnen är en sjö i Dorotea kommun i Lappland och ingår i Ångermanälvens huvudavrinningsområde.